# 21453 Victorlevine
21453 Victorlevine è un asteroide della fascia principale. Scoperto nel 1998, presenta un'orbita caratterizzata da un semiasse maggiore pari a 2,3825433 UA e da un'eccentricità di 0,0901928, inclinata di 5,71920° rispetto all'eclittica.
L'asteroide è dedicato a Victor Levine, studente che nel 2005 partecipò come finalista all'Intel Science Talent Search.